# Quadricycle

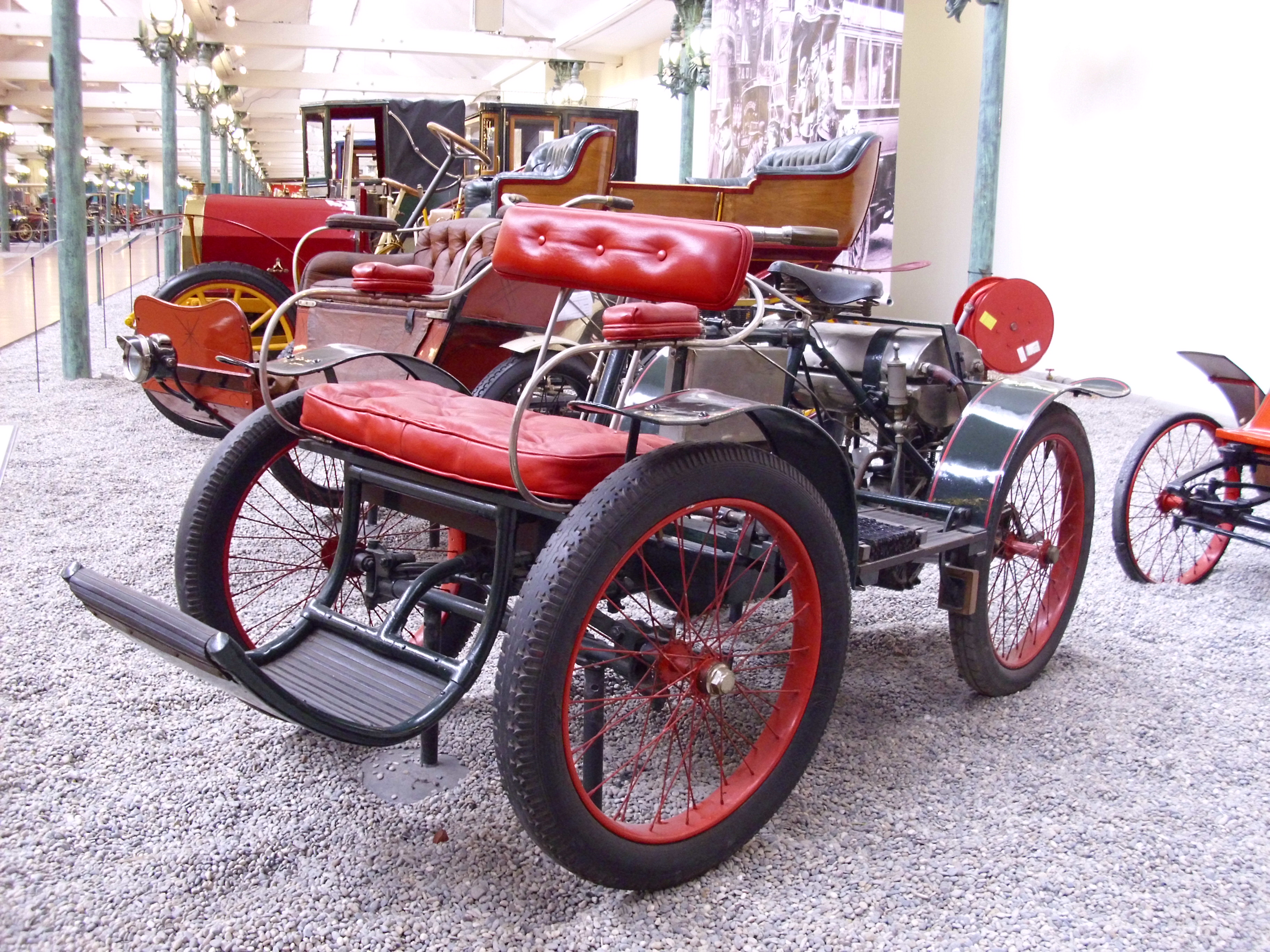
Soncin-Quadricycle von 1901

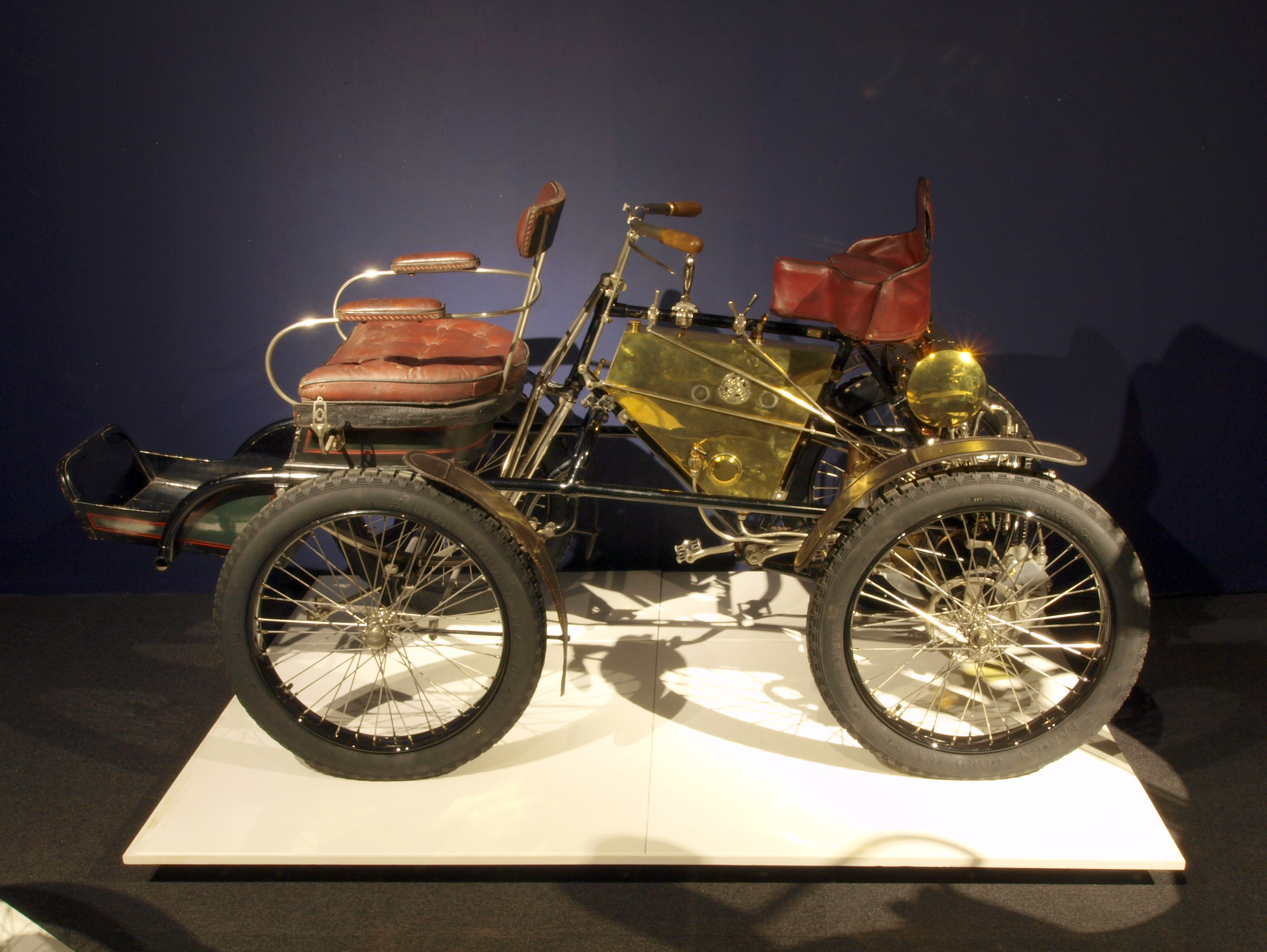
De-Dion-Bouton-Quadricycle

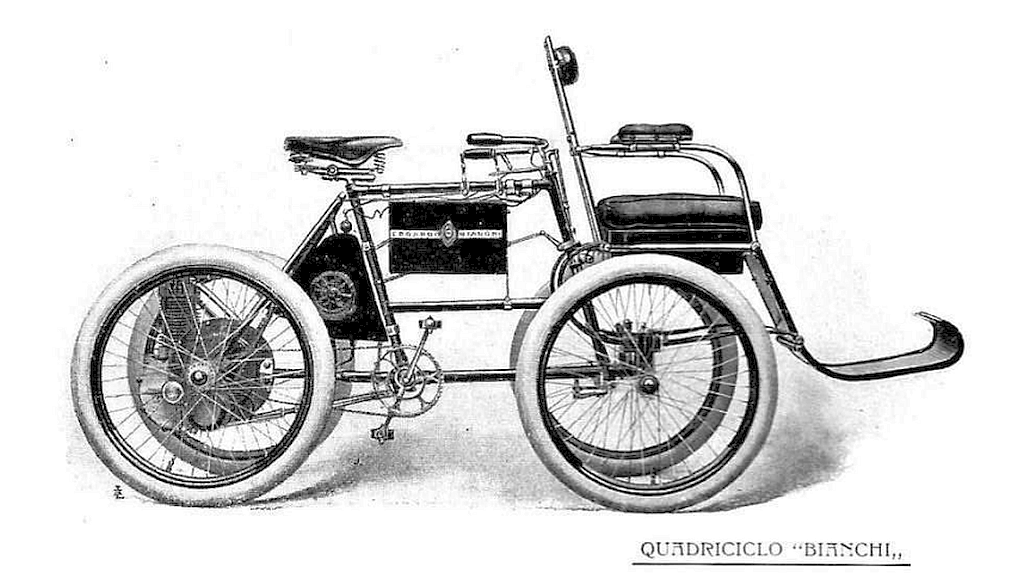
Bianchi Quadriciclo (1899–1903)

Quadricycle (das Kofferwort aus lateinisch quadruplex, „vierfach“ und altgriechisch κύκλος kýklos, „Rad“ bedeutet sinngemäß Vierrad)  ist eine Automobilbauart aus der Frühzeit des Automobils. Quadricycle und das ähnliche, aber dreirädrige Tricar sind Unterarten des Forecar.

## Bauweise
Erste Quadricycles wurden von frühen Fahrrädern abgeleitet, das erste Quadricycle mit Tretkurbelantrieb wurde von Willard Sawyer in den 1840er Jahren entwickelt. Spätere Exemplare wurden mit Motor ausgestattet, der hintere Teil des Fahrzeugs war der eines Motorrads, mitsamt Motor und Sattel für den Fahrer, allerdings mit einem eigens angefertigten Rohrrahmen.  Die Fahrzeuge hatten zwei Hinterräder. Vor dem Lenker befand sich ein Sitz für einen Passagier. Dieser Sitz war oftmals zwischen den beiden Vorderrädern und somit besonders niedrig angebracht. Der Passagier war sozusagen Windschutz und Stoßstange.

## Bauzeit
1895 konstruierte Léon Bollée in seinem Unternehmen sein erstes Tricar. Andere Hersteller folgten mit eigenen vierrädrigen Varianten. Bereits um 1901 setzten sich leichte, vierrädrige Kleinwagen durch, die auf einer Sitzbank Platz für zwei Personen nebeneinander boten. Auch Motorräder, die wahlweise mit Beiwagen als Motorradgespann ausgestattet werden konnten, verdrängten die Quadricycles. Etwa 1906 verschwand diese Bauweise vom Markt.

## Hersteller von Quadricycles
Die meisten Quadricycles wurden in Frankreich gefertigt. Unter anderem stellten Automoto, De Dion-Bouton, Peugeot, Phébus und Soncin Quadricycles her. Auch Canda und Waltham aus den USA sowie Beeston aus England produzierten solche Fahrzeuge.

## Ford Quadricycle

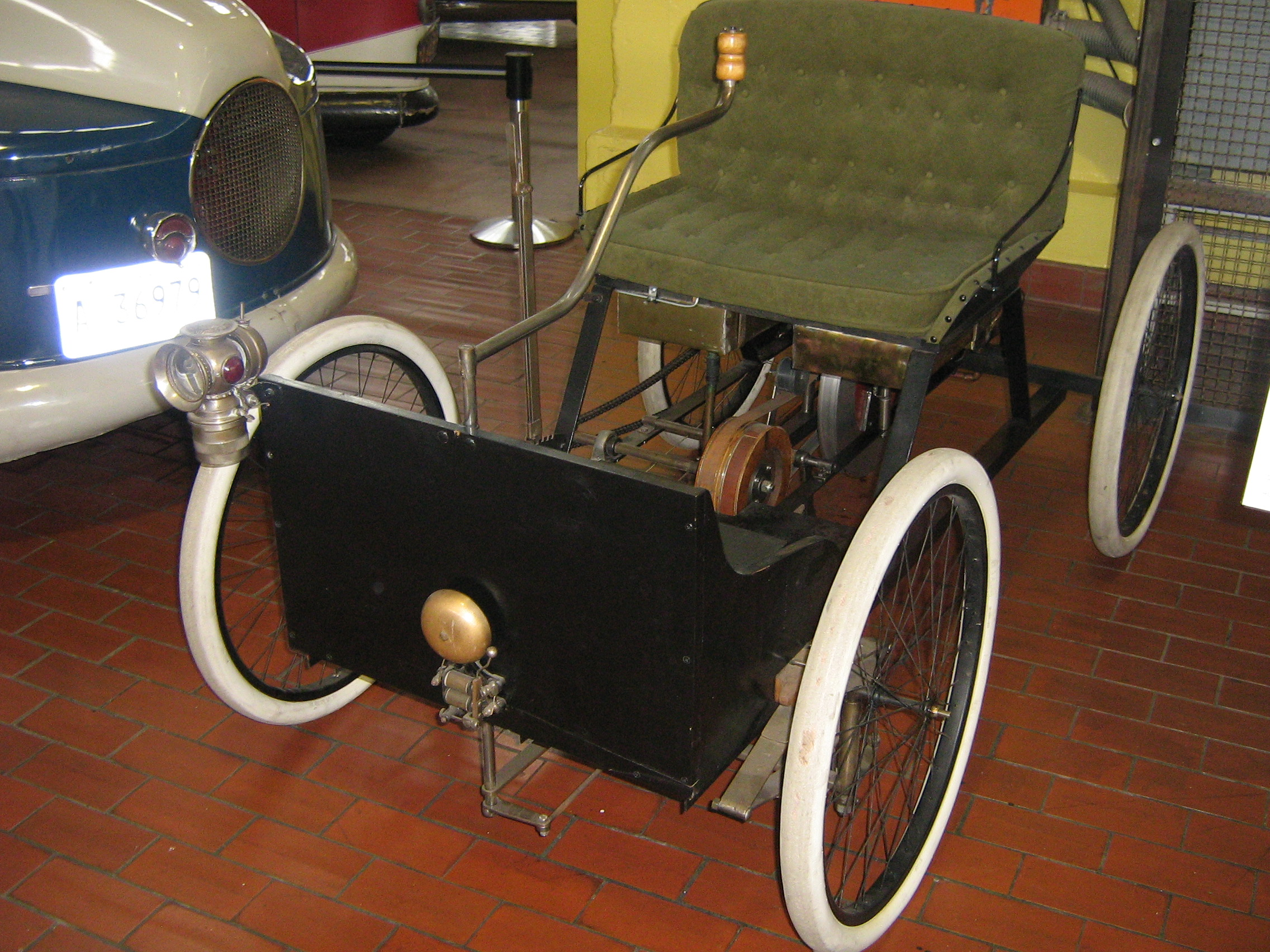
Das Ford Quadricycle war kein Quadricycle im Sinne der in Europa üblichen Definition von Quadricycle

Henry Ford nannte seinen ersten Prototyp Ford Quadricycle. Mit der Sitzbank in Fahrzeugmitte, auf der zwei Personen nebeneinander Platz fanden, entsprach das Fahrzeug aber nicht der in Europa üblichen Definition von Quadricycle.